# 贝斯 (康塔尔省)
贝斯（法語：Besse，法語發音：[bɛs] ⓘ）是法国康塔尔省的一个市镇，属于欧里亚克区。

## 地理
贝斯（45°5'46"N, 2°20'58"E）面积3.77 平方千米，位于法国奥弗涅-罗讷-阿尔卑斯大区康塔爾省，该省份为法国中南部省份，位于法國中央高原中心，北起科雷兹省、上盧瓦爾省和多姆山省，西接洛特省和科雷兹省，南至阿韦龙省和洛特省，东临上盧瓦爾省和洛泽尔省。
与贝斯接壤的市镇（或旧市镇、城区）包括：普洛、圣西尔格德马尔贝、圣厄拉利、圣马丹康塔莱斯。

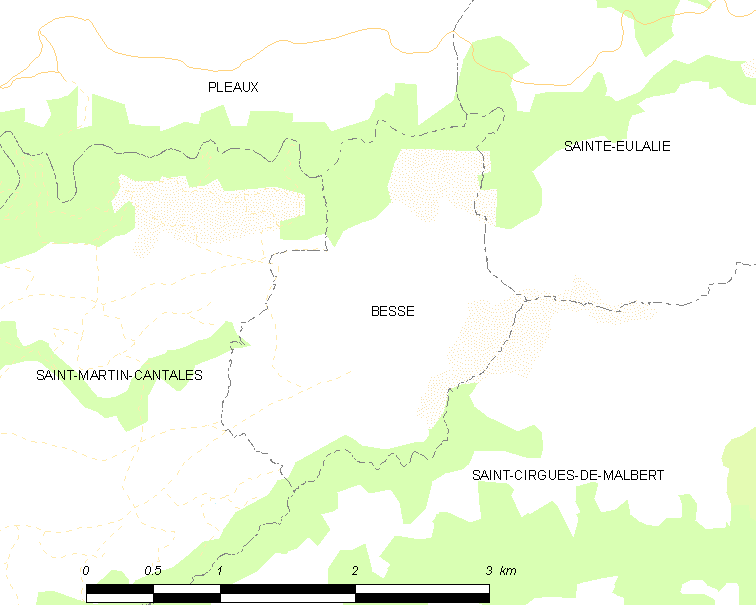
的OSM定位图

贝斯的时区为UTC+01:00、UTC+02:00（夏令时）。

## 行政
贝斯的邮政编码为15140，INSEE市镇编码为15269。

## 政治
贝斯所属的省级选区为诺塞勒县。

## 人口

1962-2008年间人口变化图示

贝斯于2022年1月1日时的人口数量为131人。